# Henry Cooper
Henry Cooper (Londra, 3 maggio 1934 – Limpsfield, 1º maggio 2011) è stato un pugile, attore e scrittore britannico, passato alla storia del pugilato per essere stato il secondo a mettere al tappeto Muhammad Ali/Cassius Clay. È stato campione europeo dei pesi massimi.

## Carriera
Ha iniziato la sua carriera nel 1949 come dilettante all'Eltham Amateur Boxing Club. Dopo aver prestato servizio in marina per due anni, rappresentò la Gran Bretagna alle Olimpiadi del 1952 nella categoria dei mediomassimi. Fu eliminato al secondo turno.
Entrato nel professionismo, i suoi primi tentativi di mettersi in luce furono deludenti. Fu sconfitto a Londra, il 26 aprile 1955, dall'italiano Uber Bacilieri, per Kot alla seconda ripresa, dopo che l'arbitro gli constatò una profonda ferita all'arcata sopracciliare. Questo “tallone d'Achille” lo perseguiterà per tutta la carriera, solo parzialmente compensato da una devastante potenza di pugno. Infatti, nella rivincita al White City Stadium di Londra, il 13 settembre successivo, Bacilieri finì KO alla sesta ripresa.
Cooper fu poi sconfitto da Joe Bygraves per la cintura dei pesi massimi del Commonwealth britannico per KO al nono round. Tentò per la prima volta la scalata al titolo europeo ma fu sconfitto da Ingemar Johansson per KO al quinto round. Ritentò successivamente di conquistare la cintura del Commonwealth, contro Joe Erskine ma con esito negativo, ai punti in 15 riprese.
Riuscì a diventare campione dell'Impero e del Commonwealth britannico battendo il nuovo detentore, Brian London in 15 round. Difese poi vittoriosamente il titolo contro Dick Richardson (KO 5), Joe Erskine (Kot 5 e Kot 12), Johnny Prescott (Kot 10) e nuovamente contro Brian London, vincendo ai punti. Nel frattempo incontrò due volte a Londra il quotato statunitense Zora Folley, con una vittoria ai punti e una sconfitta per KO al secondo round.
Cooper fu uno dei pugili che riuscirono a mettere al tappeto Cassius Clay, con il quale combatté due volte. La prima volta nel 1963 a Wembley quando Clay non era ancora campione del mondo.
Lo statunitense fu atterrato nel quarto round e, al conto di quattro, fu salvato dalla campana. Rientrato stordito all'angolo, il manager Angelo Dundee informò l'arbitro che il suo assistito aveva necessità di cambiare i guantoni e chiese una pausa. Successivamente sorsero polemiche sulla stampa da parte di chi sosteneva che Clay abbia potuto beneficiare di un riposo non giustificato. In realtà un guantone del futuro Campione del mondo si era veramente tagliato già al quarto round. Nel 2003, in base a un'inchiesta del quotidiano specializzato Boxing News emerse che la pausa sia durata solo qualche secondo e che i guanti non siano stati mai cambiati, per difficoltà a reperirne di nuovi.. Fatto sta che, quando il match riprese, Clay attaccò furiosamente, colpendo Cooper al volto e riducendolo a una maschera di sangue. L'arbitro non poté fare a meno che fermare il massacro dopo 2:15 del quinto round e attribuire la vittoria per Kot al fuoriclasse di Louisville.
Nel 1966 i due pugili si incontrarono di nuovo. Clay nel frattempo era diventato campione del mondo a spese di Sonny Liston e aveva mutato il proprio nome in Muhammad Ali. Il match, con il titolo in palio, fu combattuto all'Arsenal Stadium di Londra ed ebbe lo stesso risultato del precedente: Ali ridusse il volto di Cooper a una maschera di sangue e l'incontro fu interrotto per Kot alla sesta ripresa.
Dopo aver perso contro Ali, Cooper combatté contro l'ex campione dei pesi massimi Floyd Patterson, finendo KO al quarto round.
Finalmente, nel 1968, Cooper riusci a conquistare il titolo europeo dei pesi massimi contro il tedesco Karl Mildenberger. Anche stavolta le sensibili arcate sopracciliari del britannico avevano preso a sanguinare copiosamente. In questo caso, però, l'arbitro squalificò il campione europeo per un'inesistente testata all'ottavo round, attribuendo vittoria e cintura continentale ad Henry Cooper.
A trentacinque anni, Cooper difese la cintura dall'assalto del campione italiano Piero Tomasoni. L'incontro si svolse il 13 marzo 1969, al Palazzetto dello Sport di Roma. Il britannico riuscì a imporre la sua devastante potenza nei confronti dell'italiano, mandandolo KO alla quinta ripresa e conservando il titolo. Successivamente riconquistò il titolo di campione del Commonwealth britannico, battendo a Londra Jack Bodell ai punti. Nel frattempo, però, l'EBU lo privò "a tavolino" del titolo europeo.
Riconquistò la cintura continentale il 10 novembre 1970 contro il basco José Manuel Urtain, vincendo a Wembley per Kot alla nona ripresa.
Nel 1971, al suo ultimo combattimento, affrontò l'emergente connazionale Joe Bugner, mettendo in palio sia la cintura europea che quella di campione del Commonwealth britannico. Perse ai punti in quindici riprese con una decisione molto contestata: l'arbitro e giudice unico, infatti, attribuì la vittoria allo sfidante per un solo quarto di punto. Poco dopo, a trentasette anni, Cooper annunciò il suo ritiro.

## Riconoscimenti
Cooper è stata la prima persona a vincere due volte il premio BBC Sports Personality of the Year Award (1967 e 1970). La prima volta per aver trascorso l'anno senza sconfitte e la seconda dopo la conquista del titolo europeo. È una delle tre persone che lo hanno vinto due volte insieme a Nigel Mansell (1986 e 1992) e Damon Hill (1994 e 1996).
Nel 2000 fu anche nominato cavaliere dalla regina Elisabetta II.

## Vita extrasportiva
Henry Cooper era coniugato con Albina Genepri, una cattolica italiana, e si convertì al cattolicesimo. Ha avuto tre figli. Dopo il ritiro dalla boxe, ha vissuto a Hildenborough, nel Kent, ed è stato il presidente del Golf Club cittadino fino alla sua morte. Ha mantenuto un profilo pubblico apparendo in trasmissioni televisive e in vari annunci pubblicitari. È stato anche ospite in trasmissioni di raccolta fondi per beneficenza.
Nel 1975 ha recitato la parte del pugile John Gully nel film Royal Flash e nei suoi ultimi anni è apparso in una serie di annunci di "pubblicità e progresso" consigliando alle persone immunodepresse la vaccinazione contro l'influenza. Ha narrato la sua carriera pugilistica in alcuni libri autobiografici.